# Nguyễn Hữu Dũng
Nguyễn Hữu Dũng (sinh ngày 28 tháng 8 năm 1995 tại phường Đông Cương, thành phố Thanh Hóa, Thanh Hóa) là một cầu thủ bóng đá chuyên nghiệp người Việt Nam hiện đang thi đấu ở vị trí tiền vệ cho câu lạc bộ SHB Đà Nẵng tại V.League 2.

## Sự nghiệp
Hữu Dũng bắt đầu sự nghiệp ở cấp độ câu lạc bộ của mình với đội bóng xếp hạng ba ở giải bóng đá hàng đầu Việt Nam ngay mùa giải 2014. Trên cấp độ các đội tuyển quốc gia, anh được gọi vào đội tuyển U-23 Việt Nam lần đầu vào tháng 2 năm 2015 và lần đầu có tên trong danh sách đội tuyển quốc gia Việt Nam khi được đăng ký trong danh sách trận lượt đi gặp Thái Lan tại vòng loại World Cup 2018 ngày 24 tháng 5 năm 2015.

### Ra sân đội tuyển quốc gia
| Năm  | Trận | Bàn |
| ---- | ---- | --- |
| 2017 | 1    | 0   |
| Tổng | 1    | 0   |

## Thành tích

### Câu lạc bộ
FLC Thanh Hóa
- V. League 1
  -  Á quân: 2017, 2018

XSKT Cần Thơ
- V. League 1
  -  Hạng 3: 2014

SHB Đà Nẵng
- V.League 2
  -  Vô địch: 2023–24

### Đội tuyển
U23 Việt Nam
- SeaGames
  -  Á quân: 2015